# Maribel Verdú
María Isabel Verdú Rollán (Madrid, 2. listopada 1970.) španjolska je filmska glumica. Široj publici najpoznatija je po ulogama u filmovima I tvoju mamu također iz 2001. te Panov labirint iz 2006. godine. Dobitnica je nagrade Goya za najbolju žensku ulogu 2008. godine u Siete mesas de billar francés.

## Karijera
María Isabel Verdú Rollán, poznatija samo kao Maribel Verdú, u glumačkim se vodama prvi put pojavljuje kao 13-godišnja djevojčica. Dosad je glumila u više od 40 filmova, uglavnom španjolskih, a gluma joj se odlikuje naročitom ekspresivnošću, karakterističnom za španjolsku kinematografiju. Maribel je od 1999. u braku s Pedrom Larrañagom, glumcem koji dolazi iz poznate španjolske glumačke obitelji. 
Godine 1993. glumi Claudiju u Zlatnim mudima, popularnome filmu Bigasa Lune, a filmski joj je partner novopečeni oskarovac Javier Bardem.
Popularnost izvan Španjolske raste joj zahvaljujući ulozi Luise u filmu ceste I tvoju mamu također, meksičkoga redatelja Alfonsa Cuaróna (režirao i film Harry Potter i zatočenik Azkabana). Iako je sam film na španjolskome jeziku, polučio je znatan međunarodni uspjeh. U njemu glumi 28-godišnju udanu Španjolku pozvanu na vjenčanje u Meksiko. Tamo upoznaje dva maloljetna mladića, Julija (Gael García Bernal) i Tenocha (Diego Luna), s kojima neplanirano kreće na put u potrazi za predivnom plažom Rajska usta. I tvoju mamu također je 2003. godine nominiran za nagradu Oscar u kategoriji najboljeg originalnog scenarija te za BAFTA-u za najbolji neengleski film.
Panov labirint iz 2006. godine, u kojemu je zaigrala ulogu sluškinje Mercedes, učvrstio je njezin položaj kvalitetne filmske glumice. Redatelj Guillermo del Toro nam je osigurao zanimljivu filmsku priču čiji je žanr gotovo nemoguće odrediti. Spoj je to bajke, društvene drame i trilera, smješten u doba fašističke Španjolske. Panov labirint je nominiran za Oscara u kategoriji najboljega stranog filma, a osvojio je tri Akademijine nagrade u kategorijama najbolje scenografije, fotografije i make-upa. Također je osvojio Zlatni globus i nagradu Saturn za najbolji film neengleskoga govornog područja. 
Maribel Verdú je 2007. godine pozvana u kalifornijsku Akademiju filmskih umjetnosti i znanosti (Academy of Motion Picture Arts & Sciences), a iduće je godine osvojila nagradu Goya, najznačajniju španjolsku filmsku nagradu, za glavnu ulogu u filmu Siete mesas de billar francés.

## Filmske uloge
- Tetro (film je u pretprodukciji, 2009.) - Miranda
- Los girasoles ciegos (film je u postprodukciji, 2008.) - Elena
- Gente de mala calidad (završen, 2008.) – Osiris
- Oviedo Express (2007.) - Mina
- Siete mesas de billar francés (2007.) - Ángela
- La zona (2007.) - Mariana
- El niño de barro (2007.) - Estela
- Panov labirint (El laberinto del fauno, 2006.) - Mercedes
- Mar rojo (2005.) (tv-film) - Julia
- Jericho Mansions (2003.) - Dolores O'Donell
- Tiempo de tormenta (2003.) - Elena
- Lisístrata (2002.) - Lisístrata
- Tuno negro (2001.) – Arantxa
- I tvoju mamu također (Y tu mamá también (2001.) - Luisa Cortés
- El palo (2001.) - Silvia
- El portero (2000.) - Manuela)
- La hora del silencio (2000.) - Maria
- Goya u Bordeauxu (Goya en Burdeos, 1999.) – vojvotkinja od Albe
- El entusiasmo (1998.) - Isabel
- Frontera Sur (1998.) - Teresa/Piera
- Carreteras secundarias (1997.) - Paquita
- Sretna zvijezda (La buena estrella, 1997.) - Marina
- La Celestina (1996.) - Areusa
- Canción de cuna (1994.) - Teresa
- El cianuro... ¿solo o con leche? (1994.) - Justina
- Al otro lado del túnel (1994.) - Mariana
- Canguros (tv-film, 1994.)
- Tres palabras (1993.) - María Galán/Lupe
- Zlatna muda (Huevos de oro, 1993.) - Claudia
- Dvojezični ljubavnik (El amante bilingüe, 1993.) - Chica violín
- El beso del sueño (1992.) - Margot
- Zlatna vremena (Belle epoque, 1992.) - Rocío
- Salsa rosa (1992.) - Koro
- El sueño de Tánger (1991.) - Viernes
- Amantes (1991.) - Trini
- Badis (1990.) - Moira
- Ovejas negras (1990.) - Lola
- Sabor a rosas (1989.)
- Los días del cometa (1989.) – Aurora
- Pájaro en una tormenta (1989.)
- Feliz cumpleaños (1988.)
- El aire de un crimen (1988.)
- Soldadito español (1988.) - Marta
- Sinatra (1988.) - Natalia
- Barcelona Connection (1988.)
- El juego más divertido (1988.) - Betty Ramírez
- La estanquera de Vallecas (1987.) - Ángeles
- El señor de los Llanos (1987.) - Ana
- Ana, pasión de dos mundos (1987)
- El año de las luces (1986.) - María Jesús
- 27 horas (1986.) - Maité
- El orden cómico (1986.)

## Priznanja
- Meksičke nagrade Ariel
  - 2007. – osvojila nagradu Silver Ariel za najbolju glumicu u filmu Panov labirint (zajedno s Elizabeth Cervantes)

- Nagrade Chlotrudis
  - 2003. – nominirana za najbolju glumicu u filmu I tvoju mamu također

- Nagrade Španjolskoga kruga scenarista
  - 2008. – nominirana za najbolju glumicu u Siete mesas de billar francés
  - 2007. – nominirana za najbolju glumicu u filmu Panov labirint
  - 1998. – osvojila nagradu za najbolju glumicu u filmu Sretna zvijezda

- Međunarodni filmski festival u Flandersu
  - 1991. – osvojila posebno priznanje za ulogu u filmu Amantes

- Nagrade Fotogramas de Plata
  - 2008. – nominirana za najbolju glumicu u Siete mesas de billar francés
  - 2007. – nominirana za najbolju glumicu u filmu Panov labirint
  - 1998. – nominirana za najbolju glumicu u filmovima Sretna zvijezda i Carreteras secundarias
  - 1995. – osvojila nagradu za najbolju tv-glumicu u filmu Canguros
  - 1993. – nominirana za najbolju glumicu u filmovima Zlatna vremena i Salsa rosa
  - 1992. – nominirana za najbolju glumicu u filmu Amantes
  - 1991. – nominirana za najbolju tv-glumicu u Pájaro en una tormenta
  - 1987. – nominirana za najbolju glumicu u filmovima El año de las luces i 27 horas

- Filmski festival u Gijónu
  - 2006. – osvojila nagradu Nacho Martínez

- Nagrade Goya
  - 2008. – osvojila nagradu za najbolju glumicu u Siete mesas de billar francés
  - 2007. – nominirana za najbolju glumicu u filmu Panov labirint
  - 1998. – nominirana za najbolju glumicu u filmu Sretna zvijezda
  - 1997. – nominirana za najbolju sporednu glumicu u La Celestina
  - 1992. - nominirana za najbolju glumicu u filmu Amantes

- Filmske nagrade MTV-ja (Latinska Amerika)
  - 2002. – osvojila nagradu za najbolji poljubac u filmu I tvoju mamu također (zajedno s Diegom Lunom)
  - 2002. - nominirana za najbolji poljubac u filmu I tvoju mamu također (zajedno s Gaelom Garcíjom Bernalom)

- Nagrade Ondas
  - 2007. – osvojila nagradu Cinemania za ulogu u filmu Panov labirint
  - 1991. - osvojila nagradu za najbolju glumu u filmu Amantes

- Nagrade Sant Jordi
  - 2008. - osvojila nagradu za najbolju španjolsku glumicu u filmovima Siete mesas de billar francés, El niño de barro, La zona i Oviedo Express

- Udruženje španjolskih glumaca
  - 2008. – nominirana za najbolju glavnu žensku ulogu u Siete mesas de billar francés
  - 2007. - nominirana za najbolju glavnu žensku ulogu u filmu Panov labirint

- Nagrade Turia
  - 2007. - osvojila nagradu za najbolju glumicu u filmu Panov labirint

## Vanjske poveznice
- Maribel Verdú u internetskoj bazi filmova IMDb-u (engl.)
- Neslužbena stranica posvećena Maribel Verdú  Arhivirana inačica izvorne stranice od 9. siječnja 2007. (Wayback Machine) na španjolskome jeziku